# هاري ألبرت أتكينسون
هاري ألبرت أتكينسون (بالإنجليزية: Harry Albert Atkinson)‏ هو مهندس نيوزيلندي، ولد في 15 أكتوبر 1867، وتوفي في 21 يناير 1956.